# Адхикари, Кришна Лал
Кришна Лал Адхикари (Krishna Lal Adhikari, непальск. कृष्णलाल अधिकारी; 5 февраля 1888 — 9 декабря 1923) — непальский революционный писатель, наиболее известный публикацией книги о выращивании кукурузы «Макайко Кхети» (1920), воспринятой как критика режима Рана и заклеймённой как подрывной. Был приговорен к девяти годам лишения свободы и умер в тюрьме. После своей смерти признан первым «литературным мучеником» в Непале. В его честь назван парк Тинлал в Мантали, Рамечхап.

## Биография
Адхикари родился в районе Рамечхап 5 февраля 1888 года и впоследствии стал государственным чиновником «Субба». Работал в Министерстве иностранных дел. Адхикари был сторонником свободы слова и самовыражения.
Адхикари был вдохновлен на написание труда о выращивании кукурузы после прочтения индийской книги, которую дал ему друг. С разрешения Бхаша Пракашини Самити (Комитет по публикациям на непальском языке) он выпустил собственную книгу в июле 1920 года. Два пандита — Рамхари Адхикари и Бходжрадж Кафле — донесли о произведении премьер-министру Чандре Шамшеру Джангу Бахадуру Ране, обвинив автора в «измене». Сообщается, что премьер заявил, что Кришна Лал Адхикари «осуществил символическую атаку» на него, поскольку книга содержала «сравнительный анализ полезности собаки английской породы и местной собаки».
2 августа 1920 года Адхикари был приговорен к девяти годам тюремного заключения с возможностью сокращения приговора до шести лет, если он передаст правительству все 1000 экземпляров книги. Автор попытался собрать все копии, но одна пропала; он не знал, куда подевался один экземпляр. Все 999 копий были сожжены. Ни один из известных экземпляров книги не сохранился.
В том же году «Макайко Кхети» снова была опубликована без ссылок на династию Рана, под новым названием «Криши Шикшвали».

## Смерть и наследие
Обращались с писателем в заключении бесчеловечно, и Адхикари умер от туберкулёза спустя три года пребывания в тюрьме. Когда он был на смертном одре, охранники вынесли его на свежий воздух; они попросили Чандру Шамшера освободить его, но премьер отказал (говорят, что в тот же день Адхикари начертал на земле слова «Смерть Ранам»). Точно так же премьер-министр отверг просьбу отца Адхикари кремировать тело своего сына в храме Пашупатинатх.
Кхадга Прасад Шарма Оли, премьер-министр Непала в 2015—2016 и 2018—2021 годах, признал Кришну Лала Адхикари одним из мучеников, приблизивших конец самодержавия. Парк Тинлал в Мантали (Рамечхап), назван в честь Адхикари, наряду с революционером Гангалалом Шрестхой и политиком Пушпалалом Шрестхой. Адхикари был посмертно прославлен как первый «мученик от литературы» Непала.
Книга «Макайко Аркаи Кхети» основана на судьбе Адхикари и впоследствии была адаптирована в пьесу; речь в ней идёт о борьбе автора за свободу слова.